# Subduralblödning
Subduralblödning avser en blödning i mellanrummet mellan dura mater och arachnoidea. Detta beror ofta på våld mot huvudet som gör att hjärnan "studsar omkring" och då kan blodkärl som passerar detta mellanrum, så kallade bryggvener, slitas av. Ett farligt tillstånd som genom att pressa ihop hjärnan kan orsaka vävnadsdöd. Risken för subduralblödning är större hos personer som behandlas med blodförtunnande läkemedel som fått ett slag mot skallen. Blödningen och därmed tryckökningen växer ofta långsamt vilket innebär att besvären uppkommer först ett par dagar efter skadan. Subduralblödningen delas in i en kronisk och i en akut typ. Vid en kronisk blödning uppkommer besvären mer än 3 dagar efter skadans uppkomst, jämfört vid den akuta där besvären visas inom 3 dagar. Symtom är trötthet, konfusion, konvulsioner, huvudvärk och medvetslöshet. 